# Pawel Kolesnikow
Pawel Kolesnikow (russisch Павел Колесников; * 25. Februar 1989 in Nowosibirsk) ist ein russischer Pianist und Kammermusiker.

## Leben
Kolesnikow, Sohn von Wissenschaftlern, begann bereits als Sechsjähriger Klavier und Violine zu lernen. Als 15-Jähriger ging er 2004 an das staatliche Konservatorium in Nowosibirsk, wo er bis 2007 bei Meri Lebenson studierte. Anschließend setzte er sein Klavierstudium am staatlichen Konservatorium in Moskau bei Nikolai Lugansky fort, danach am Londoner Royal College of Music. Er nahm außerdem an Meisterkursen teil bei Dmitri Alexandrowitsch Baschkirow, Stephen Bishop-Kovacevich, Emile Naumoff, Renaud Capuçon, Christian Frank, Mario delli Ponti, Gábor Takács-Nagy und Sedmara Zakarian Rutstein. Als Kammermusiker und Solist trat er in Italien, Spanien, Großbritannien, Polen und Deutschland auf.
In den vergangenen Jahren gewann Kolesnikow bei verschiedenen Wettbewerben einige erste Preise, darunter der Concours de Piano in Andorra (2001), der Gilels Klavierwettbewerb in Odessa (2006) und der Klavierwettbewerb Delia Steinberg in Madrid. Insgesamt hat er bereits bei mehr als 15 internationalen Wettbewerben Preise gewonnen. In den Jahren 2005 und 2006 nahm er am Casalmaggiore International Festival in Italien teil, am Verbier Festival (2007, 2009) und beim internationalen Jugendmusikfestival ArsLonga in Moskau. Im Jahr 2007 wurde er in Moskau als Young Talent of Russia ausgezeichnet. Im Oktober 2011 gewann Kolesnikow beim internationalen Klavierwettbewerb Kissinger Klavierolymp den dritten Preis sowie den Publikumspreis. 2012 war er Preisträger beim Internationalen Honens Klavierwettbewerb.